# Landtagswahl in Thüringen 1994
- PDS: 17
- SPD: 29
- CDU: 42

- Regierung: 71
- Opposition: 17

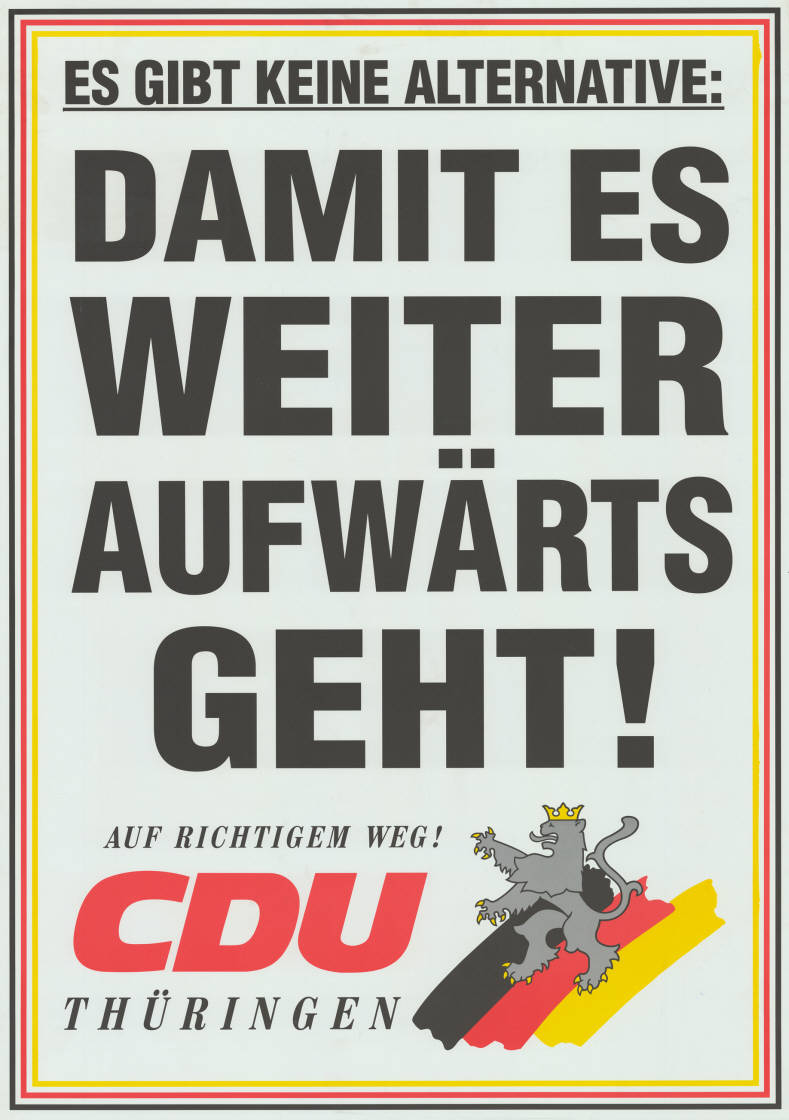
Wahlplakat der CDU

Die Landtagswahl in Thüringen 1994 war die zweite Wahl zum Thüringischen Landtag seit der Wende. Sie fand am 16. Oktober 1994 gemeinsam mit der Bundestagswahl 1994 und den Landtagswahlen in Mecklenburg-Vorpommern und im Saarland statt. Die Wahlbeteiligung lag bei 74,8 %.

## Zur Ausgangssituation
Bei der Landtagswahl in Thüringen 1990 hatte die CDU eine absolute Mehrheit der Mandate knapp verpasst. Sie hatte eine Koalition mit der FDP geschlossen. Der Landtag wählte Josef Duchač (CDU) zum Ministerpräsidenten. Duchač trat nach Stasi-Vorwürfen am 23. Januar 1992 zurück; am 5. Februar wurde Bernhard Vogel (CDU) zum Ministerpräsidenten gewählt.

## Parteien
| Kürzel | Partei                                      | Wahlkreis- bewerber |
| ------ | ------------------------------------------- | ------------------- |
| CDU    | Christlich Demokratische Union Deutschlands | 44                  |
| SPD    | Sozialdemokratische Partei Deutschlands     | 44                  |
| PDS    | Partei des Demokratischen Sozialismus       | 44                  |
| Grüne  | Bündnis 90/Die Grünen                       | 42                  |
| FDP    | Freie Demokratische Partei                  | 38                  |
| REP    | Die Republikaner                            | 14                  |
| Forum  | Neues Forum                                 | 3                   |
| Graue  | Die Grauen – Graue Panther                  | –                   |
| Statt  | Statt Partei                                | –                   |
| DSU    | Deutsche Soziale Union                      | 5                   |
| ÖDP    | Ökologisch-Demokratische Partei             | 1                   |

## Ergebnis
| Listen                                    | Listen            | Wahlkreisstimmen | Wahlkreisstimmen | Wahlkreisstimmen | Wahlkreisstimmen | Landesstimmen | Landesstimmen | Landesstimmen | Landesstimmen | Mandate | Mandate |
| Listen                                    | Listen            | Stimmen          | %                | +/-              | Mandate          | Stimmen       | %             | +/-           | Mandate       | Anzahl  | +/-     |
| ----------------------------------------- | ----------------- | ---------------- | ---------------- | ---------------- | ---------------- | ------------- | ------------- | ------------- | ------------- | ------- | ------- |
|                                           | CDU               | 598.880          | 42,3             | –2,9             | 42               | 605.608       | 42,6          | –2,8          | –             | 42      | –2      |
|                                           | SPD               | 436.039          | 30,8             | +9,8             | 2                | 420.236       | 29,6          | +6,8          | 27            | 29      | +8      |
|                                           | PDS               | 233.497          | 16,5             | +6,6             | –                | 235.556       | 16,6          | +6,9          | 17            | 17      | +8      |
|                                           | Grüne             | 80.180           | 5,7              | –1,7             | –                | 64.041        | 4,5           | –2,0          | –             | –       | –6      |
|                                           | FDP               | 52.704           | 3,7              | –5,4             | –                | 45.651        | 3,2           | –6,1          | –             | –       | –9      |
|                                           | REP               | 7.252            | 0,5              | +0,4             | –                | 18.298        | 1,3           | +0,5          | –             | –       | –       |
|                                           | Forum             | 3.877            | 0,3              | N/A              | –                | 15.060        | 1,1           | N/A           | –             | –       | –       |
|                                           | Graue             | –                | –                | N/A              | –                | 6.284         | 0,4           | N/A           | –             | –       | –       |
|                                           | Statt             | –                | –                | N/A              | –                | 4.676         | 0,3           | N/A           | –             | –       | –       |
|                                           | DSU               | 1.395            | 0,1              | –4,7             | –                | 3.223         | 0,2           | –3,1          | –             | –       | –       |
|                                           | ÖDP               | 639              | 0,0              | N/A              | –                | 3.115         | 0,2           | N/A           | –             | –       | –       |
|                                           | Einzelbewerber    | 535              | 0,0              | –0,6             | –                | –             | –             | –             | –             | –       | –       |
| Gesamt                                    | Gesamt            | 1.414.998        | 100              |                  | 44               | 1.421.748     | 100           |               | 44            | 88      | –       |
|                                           |                   |                  |                  |                  |                  |               |               |               |               |         |         |
| Ungültige Stimmen                         | Ungültige Stimmen | 46.120           | 3,2              | –0,3             |                  | 39.370        | 2,7           | +0,1          |               |         |         |
| Wähler                                    | Wähler            | 1.461.118        | 74,8             | +3,1             |                  | 1.461.118     | 74,8          | +3,1          |               |         |         |
| Wahlberechtigte                           | Wahlberechtigte   | 1.952.951        |                  |                  |                  | 1.952.951     |               |               |               |         |         |
|                                           |                   |                  |                  |                  |                  |               |               |               |               |         |         |
| Quelle: Thüringer Landesamt für Statistik |                   |                  |                  |                  |                  |               |               |               |               |         |         |

Zweitstimmenergebnis der gleichzeitigen Bundestagswahl in Thüringen: CDU 41,0 %, SPD 30,2 %, PDS 17,2 %, Grüne 4,9 %, FDP 4,1 %, REP 1,4 %, Sonstige 1,1 %.

## Detailergebnis

Direktmandate in den Wahlkreisen

### Extremwerte (Landesstimmen)
| Partei | Höchstes Ergebnis                | Niedrigstes Ergebnis         |
| ------ | -------------------------------- | ---------------------------- |
| CDU    | Landkreis Eichsfeld (60,4 %)     | Jena (30,1 %)                |
| SPD    | Jena (34,0 %)                    | Landkreis Eichsfeld (22,4 %) |
| PDS    | Suhl (29,2 %)                    | Landkreis Eichsfeld (8,5 %)  |
| FDP    | Landkreis Hildburghausen (4,8 %) | Eisenach (2,1 %)             |
| Grüne  | Jena (7,7 %)                     | Landkreis Eichsfeld (2,9 %)  |

## Nach der Wahl
Rechnerisch waren drei Koalitionen möglich: CDU-SPD, SPD-PDS und CDU-PDS. Eine rot-rote Koalition kam damals für die SPD nicht in Frage.
Der bisherige Ministerpräsident Bernhard Vogel bildete eine große Koalition (CDU-SPD) und blieb Ministerpräsident.